# Irina Deleanu
Irina Deleanu est une gymnaste rythmique roumaine, née le 12 novembre 1975 à Bucarest.

## Palmarès

### Championnats du monde
- Bruxelles 1992
  -  médaille de bronze à la corde.

### Championnats d'Europe
- Göteborg 1990
  -  médaille de bronze au ballon.